# Cliffside Park
Cliffside Park – miasto w Stanach Zjednoczonych, w stanie New Jersey, w hrabstwie Bergen. W 2010 roku liczyło 23 594 mieszkańców.